# Blue Steel
Pour plus de détails, voir Fiche technique et Distribution.
Blue Steel ou L'arme au poing est un thriller américain coécrit et réalisé par Kathryn Bigelow et sorti en 1990.
Il est présenté en avant-première au festival du film de Sundance 1990. En France, il est notamment projeté lors du festival du film policier de Cognac. Le film reçoit des critiques plutôt positives mais est un échec au box-office.

## Synopsis
Megan Turner a toujours rêvé de porter l'uniforme de la police new-yorkaise. En devenant femme flic, elle espère faire régner la justice, échapper à ses origines modestes et disposer d'un pouvoir et d'une autorité incontestables.
Mais lors de sa première ronde de nuit, Megan est confrontée à une attaque à main armée et est obligée d'abattre l'agresseur qui la menace. Bouleversée, elle ne remarque pas que l'arme du bandit, un S&W Model 29, a été subtilisée par un inconnu. Incapable de présenter cette preuve, Megan est suspendue de ses fonctions. Celui qui a subtilisé l'arme du braqueur est Eugene Hunt, un trader richissime fasciné par la mort et par le pouvoir de tuer impunément et gratuitement. Il va alors chercher à séduire Megan. Il y parvient, tout en commettant des assassinats où sur chaque balle il grave le nom de Megan. Quand celle-ci comprend qu'il est le tueur que la police recherche, une lutte sans merci s'engage entre les deux protagonistes.

## Fiche technique
Sauf indication contraire, les informations mentionnées dans cette section peuvent être confirmées par les bases de données cinématographiques IMDb et Allociné,  présentes dans la section « Liens externes ».
- Titre original et français : Blue Steel
- Titre original : L'arme au poing
- Réalisation : Kathryn Bigelow
- Scénario : Kathryn Bigelow et Eric Red
- Musique : Brad Fiedel
- Photographie : Amir Mokri
- Montage : Lee Percy
- Production : Edward R. Pressman, Oliver Stone et Lawrence Kasanoff
- Sociétés de production : Lightning Pictures, Mack-Taylor Productions, Precision Films et Vestron Pictures
- Sociétés de distribution : Metro-Goldwyn-Mayer (États-Unis), Forum Distribution (France)
- Pays de production :  États-Unis
- Langue originale : anglais
- Format : couleur - Dolby - 35 mm - 1.85:1
- Genre : thriller, policier
- Durée : 101 minutes
- Dates de sortie[1] :
  - États-Unis : 26 janvier 1990 (festival de Sundance)
  - États-Unis, Canada : 16 mars 1990
  - France : 29 mars 1990 (festival de Cognac)
  - France : 25 avril 1990
- Classification[2] :
  - États-Unis : R
  - France : tous publics

## Distribution
- Jamie Lee Curtis (VF : Véronique Augereau) : l'officier Megan Turner
- Ron Silver (VF : Hervé Bellon) : Eugene Hunt
- Clancy Brown (VF : Richard Darbois) : Nick Mann
- Elizabeth Peña (VF : Marie-Laure Beneston) : Tracy Perez
- Louise Fletcher (VF : Claude Chantal) : Shirley Turner
- Philip Bosco (VF : Claude Joseph) : Frank Turner
- Kevin Dunn (VF : Mario Santini) : le chef Stanley Hoyt
- Richard Jenkins (VF : Philippe Peythieu) : l'avocat Mel Dawson
- Skipp Lynch : l'instructeur
- Mike Hodge (en) : le commissaire de police
- Mike Starr : le superintendant
- Chris Walker : l'officier Jeff Travers
- Matt Craven (VF : Jean-François Vlérick) : Howard
- Lauren Tom : une reporter
- Tom Sizemore (VF : Jean-Claude Robbe) : le braqueur de la supérette
- John Capodice : le commissaire de première instance
- Sam Coppola : le représentant PBA
- Harley Flanagan : un punk

## Production
Le scénario est coécrit par la réalisatrice, qui retrouve son coscénariste de son précédent film, Aux frontières de l'aube (1987). Selon Kathryn Bigelow, le projet est né de l'intérêt d'Oliver Stone, qui voulait le produire, après quelques années de gestation pour un film sur les gangs (initialement, il s'agissait d'un projet potentiel pour Walter Hill chez Universal Pictures). Oliver Stone souhaitait initialement réaliser un long métrage sur les gangs de South Los Angeles et le faire écrire avec elle, mais les engagements cinématographiques ont freiné cet intérêt. Oliver Stone a été producteur avec Edward R. Pressman, ce qui a contribué au financement du film.
Pour se préparer, les acteurs ont approché de véritables membres du New York City Police Department. Clancy Brown a suivi des inspecteurs de la brigade criminelle pendant deux semaines, alors que Jamie Lee Curtis a participé à plusieurs semaines de formation à la New York City Police Academy (en), notamment au maniement des armes à feu.
Il devait initialement être distribué par Vestron Pictures (en) via son label dérivé Lightning Pictures, mais il a finalement été acquis par la Metro-Goldwyn-Mayer, en raison des problèmes financiers de Vestron.
Wilhelm von Homburg et Jeff Kober ont été envisagés pour le rôle d'Eugene Hunt.
Le tournage d'août à octobre 1988. Il se déroule à Manhattan (Central Park, Financial District, Wall Street, ...).

## Distinctions
- Mention spéciale pour Jamie Lee Curtis, lors du Festival du film policier de Cognac en 1990.
- Prix de la meilleure actrice et nomination au prix du meilleur film, lors du Mystfest en 1990.